# Diecezja Huaraz
Diecezja Huaraz (łac. Dioecesis Huarazensis) – diecezja Kościoła rzymskokatolickiego w Peru. Należy do metropolii Trujillo. Została erygowana 18 maja 1899 roku przez papieża Leona XIII.

## Ordynariusze
- Mariano Holguin OFM (1904–1906)
- Pedro Pascuál Francesco Farfán de los Godos (1907–1918)
- Domingo Juan Vargas OP (1920–1936)
- Mariano Jacinto Valdivia y Ortiz (1940–1956)
- Teodosio Moreno Quintana (1956–1971)
- Fernando Vargas Ruiz de Somocurcio SJ (1971–1978)
- Emilio Vallebuona Merea SDB (1978–1985)
- José Gurruchaga Ezama SDB (1987–1996)
- Ivo Baldi Gaburri (1999–2004)
- José Eduardo Velásquez Tarazona (2004–2024)
- José Antonio Alarcón Gómez OFMCap (od 2024)